# Discoscaphites
Discoscaphites — вимерлий рід амонітів з Північної Америки. Ймовірно, один із небагатьох, вцілілих до раннього кайнозою.

## Розповсюдження
Відомий з верхньої крейди Гренландії, Алабами, Арканзасу, Каліфорнії, Колорадо, Канзасу, Меріленду, Міссісіпі, Міссурі, Нью-Джерсі, Південної Дакоти, Теннессі, Техасу, Вайомінгу  і Північної Кароліни.  Discoscaphites також було знайдено у шарі Пінна формації Тінтон у Нью-Джерсі, відкладеному безпосередньо над іридієвою аномалією, чи навіть вище, в одному шарі з Eubaculites.  Деякі дослідники ставлять під сумнів вік шару Пінна, але деякі знахідки дозволяють припускати, що Discoscaphites пережив крейдово-палеогенове вимирання, хоча й вимер не пізніше 65 млн. років. 